# Paralacinius
Paralacinius is een geslacht van hooiwagens uit de familie Phalangiidae (echte hooiwagens).
De wetenschappelijke naam Paralacinius is voor het eerst geldig gepubliceerd door Morin in 1934. 

## Soorten
Paralacinius is monotypisch en omvat slechts de volgende soort:
- Paralacinius podoliensis